# كشك طعام

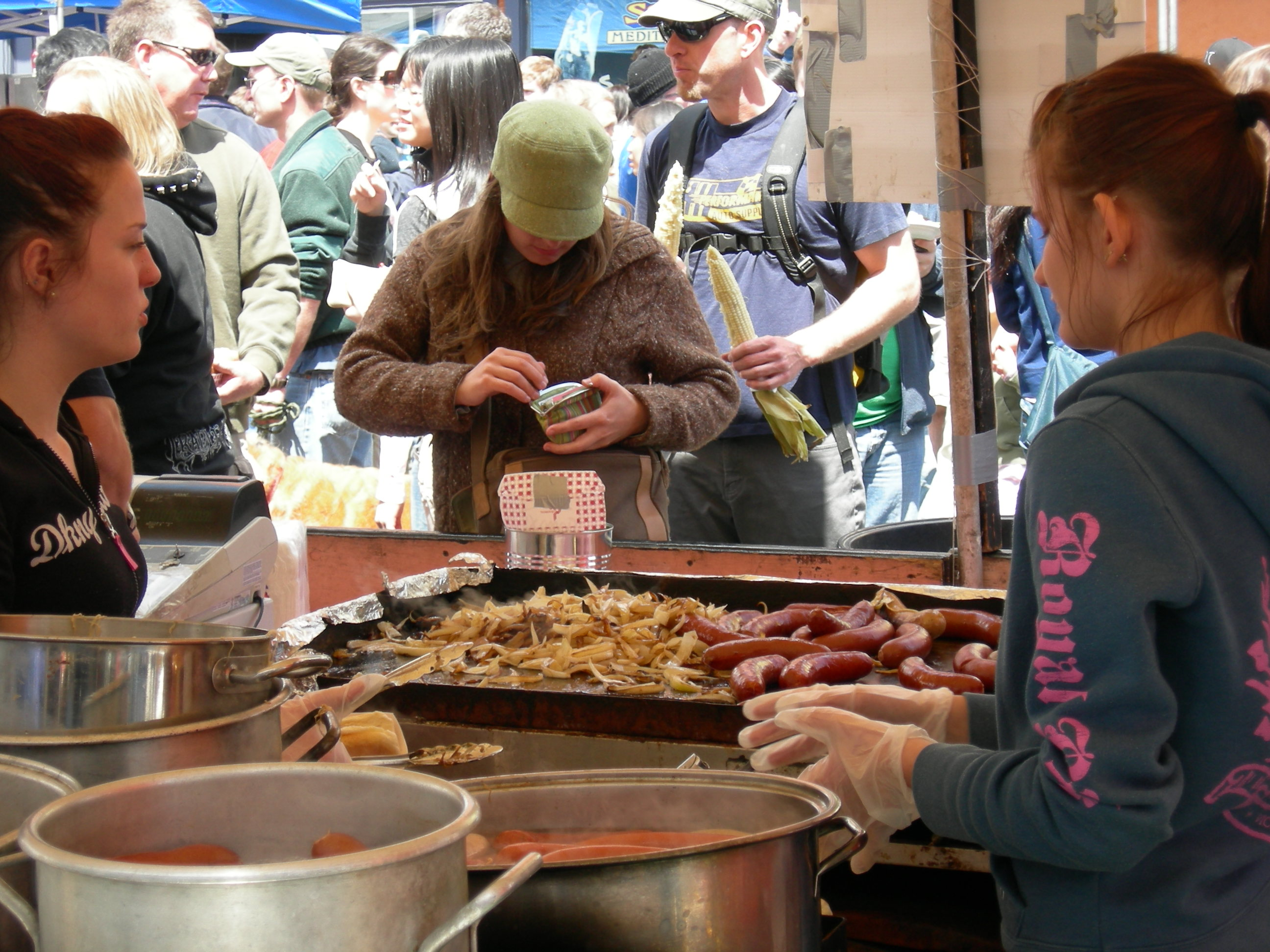
بائعو أكشاك الطعام يطبخون النقانق في حي الجامعة في سياتل

كشك الطعام هو بشكل عام هيكل مؤقت يستخدم لإعداد الطعام وبيعه لعامة الناس وعادة ما تكون مجموعات كبيرة من الناس في الهواء الطلق في متنزه أو موكب أو بالقرب من ملعب أو ما إلى ذلك.